# Аппий Клавдий Русс
Аппий Клавдий Русс (лат. Appius Claudius Russus) — римский государственный деятель, консул 268 до н. э.
Отцом Русса был консул 307 года до н. э. Аппий Клавдий Цек. В 268 году до н. э. он был назначен на должность консула вместе с Публием Семпронием Софом. В своё консульство Русс отпраздновал триумф над пиценами после одержанной над ними победы. Основал римские колонии Аримин и Беневент. Он скончался, находясь в должности. В Капитолийских фастах и Хронографе 354 года его когномен указан как Русс, а в «Хронике» Идация и Пасхальной хронике, вероятно, ошибочно — Руф. Светоний рассказывает, что Русс «пытался через клиентов подчинить себе всю Италию».